# Turning Torso
Turning Torso er en 190,4 meter høj skyskraber i Malmø, Sverige. Turning Torso er designet af Santiago Calatrava og blev opført 2001 – 2005. Turning Torso var fra sin indvielse Nordens højeste bygning og Europas næsthøjeste beboelsesejendom efter Triumfpaladset i Moskva. I september 2022 overtog Karlatornet i Göteborg med sine 245 meter rangen som Nordens højeste skyskraber. Bygningen kan i klart vejr ses fra den danske side af Øresund.
Tårnet har 54 etager og en højde på 190 meter. Designet er baseret på en skulptur af Calatrava med navnet Twisting Torso:
Tårnets design er delt i ni kuber med hver fem etager. Den øverste kube er roteret 90 grader med uret i forhold til stueetagen. Hver etage består af en rektangulær sektion, der omkranser en central kerne, samt en trekantet sektion, som delvis er understøttet af et eksternt stålskelet. De nederste to kuber indeholder kontorarealer, mens de øverste seks kuber har plads til 147 lejligheder.
Et væsentligt formål med byggeriet af Turning Torso har været at genetablere en markant skyline i Malmø efter fjernelsen i 2002 af den meget høje skibskran Kockumskranen, der var placeret mindre end en kilometer fra Turning Torso, men symboliserer også det nye og mere internationale Malmø, som er opstået som følge af bygningen af Øresundsbroen til København.
Turning Torso vandt i 2005 MIPIM-prisen i Cannes for bedste internationale beboelsesejendom.